# Орлово-Давыдовский переулок
Орло́во-Давы́довский переу́лок — улица в центре Москвы в Мещанском районе Центрального административного округа между проспектом Мира и Большой Переяславской улицей. В переулке находится посольство Эфиопии.

## История
Название переулка возникло в конце XIX века по фамилии графа Сергея Владимировича Орлова-Давыдова (1849—1905), младшего брата графа Владимира Владимировича Орлова-Давыдова. Здесь находилась детская больница святой Ольги, учрежденная в 1886 году на средства Орлова-Давыдова.

## Расположение
Орлово-Давыдовский переулок начинается на правой стороне проспекта Мира напротив Капельского переулка и проходит на восток, налево от него отходит Слесарный переулок, затем пересекает Яблонный переулок. Оканчивается на Большой Переяславской улице.

## Здания, учреждения и организации
- № 2/5 — Жилой дом. В октябре 2017 года на доме в рамках гражданской инициативы «Последний адрес» были установлены мемориальные таблички в память о жильцах этого дома Павле Ивановиче Баранникове, Максе Абрамовиче Канторовиче и Михаиле Макаровиче Стройкове, расстрелянных в годы сталинских репрессий[1]. По сведениям правозащитного общества «Мемориал» были расстреляны в годы террора не менее 12 жильцов этого дома[2];
- Дом 2/5, корпус 3 — компания «Маленький гений»;
- Дом 2А, стр. 1-4 — Ансамбль детской больницы имени Святой Ольги (1897, архитектор В. В. Барков). Сейчас в стр. 1 — Психоневрологический диспансер № 7 (лечебно-производственные мастерские; детское, подростковое отделение; дневное отделение);
- Дом 3 — в этом доме до начала 1990-х годов жил народный артист СССР Евгений Яковлевич Весник.
- Дом 3А — детский сад № 879;
- Дом 5 — ООЧУ «Классическая гимназия при ГЛК Ю. А. Шичалина» (раньше в здании располагалась школа № 179 МИОО (частично), а также центр образования «Технологии обучения»);
- Дом 6 — посольство Эфиопии.

## Транспорт
- По переулку проходят по направлению от проспекта Мира к Большой Переяславской улице (в обратную сторону проходят по параллельному Банному переулку) автобусные маршруты: с585, 604.
- Метро «Проспект Мира» находится в 0,5 км от начала переулка.